# Thélus
Thélus là một xã ở tỉnh Pas-de-Calais, vùng Hauts-de-France của Pháp.

## Địa lý
Thélus tọa lạc 5 dặm (8,0 km) về phía bắc Arras, tại giao lộ của các tuyến đường N17 và D49. Đây là tâm điểm của trận Vimy Ridge.

## Dân số
| 1962                                                         | 1968 | 1975 | 1982 | 1990 | 1999 | 2006 |
| ------------------------------------------------------------ | ---- | ---- | ---- | ---- | ---- | ---- |
| 659                                                          | 703  | 853  | 887  | 998  | 1022 | 1204 |
| Số liệu điều tra dân số từ năm 1962: Dân số không tính trùng |      |      |      |      |      |      |

## Địa điểm nổi bật
- Nhà thờ St.Ranulphe, được xây sau đệ nhất thế chiến.